# Republic (Michigan)
Republic é uma Região censo-designada localizada no estado americano de Michigan, no Condado de Marquette.

## Demografia
Segundo o censo americano de 2000, a sua população era de 614 habitantes.

## Geografia
De acordo com o United States Census Bureau tem uma área de
10,1 km², dos quais 9,3 km² cobertos por terra e 0,8 km² cobertos por água. Republic localiza-se a aproximadamente 487 m acima do nível do mar.

## Localidades na vizinhança
O diagrama seguinte representa as localidades num raio de 32 km ao redor de Republic.